# Martin Vahl
Martin Henrichsen Vahl (Bergen, Noruega - 10 de octubre de 1749 – † Copenhague, Dinamarca - 24 de diciembre de 1804) fue un botánico y zoólogo noruego.
Estudió Botánica en la Universidad de Copenhague y en la Universidad de Upsala como discípulo de Carlos Linneo. Editó la Flora Danica y fue profesor en el Jardín Botánico de Copenhague de 1779 a 1782.
Martin Vahl hizo un viaje de investigación por Europa y el norte de África entre 1783 y 1785. Ejerció como catedrático para la Sociedad de Historia Natural ("Naturhistorie Selskabet") en Copenhague en 1786 y fue catedrático de la Universidad de Copenhague entre 1801 y 1804.

## Honores

### Epónimos
Géneros
- (Sterculiaceae) Vahlia Dahl[1]
- (Vahliaceae) Vahlia Thunb.[2]

Especies
- (Acanthaceae) Justicia vahlii F.Dietr. ex Nees[3]
- (Araliaceae) Hedera vahlii Thwaites[4]
- (Asteraceae) Aster vahlii (Gaudich.) Hook. & Arn.[5]
- (Boraginaceae) Echium vahlii Roem. & Schult.[6]
- (Buxaceae) Buxus vahlii Baill.[7]
- (Caryophyllaceae) Wahlbergella vahlii Rupr.[8]
- (Clusiaceae) Archytaea vahlii Choisy[9]
- (Convolvulaceae) Convolvulus vahlii Roem. & Schult.[10]
- (Cyperaceae) Torulinium vahlii C.B.Clarke[11]
- (Dipsacaceae) Scabiosa vahlii Coult.[12]
- (Euphorbiaceae) Anisophyllum vahlii Klotzsch & Garcke[13]
- (Fabaceae) Bauhinia vahlii Wight & Arn.[14]
- (Leguminosae) Phanera vahlii Benth.[15]
- (Myrtaceae) Eugenia vahlii DC.[16]
- (Ochnaceae) Diporidium vahlii Tiegh.[17]
- (Piperaceae) Ottonia vahlii Kunth[18]
- (Poaceae) Eragrostis vahlii (Roem. & Schult.) Nees[19]

- La abreviatura «Vahl» se emplea para indicar a Martin Vahl como autoridad en la descripción y clasificación científica de los vegetales.[20]

## Publicaciones
- Symbolæ botanicae (3 volum, 1790-1794)
- Eclogae Americanae (3 volum, 1796-1807)
- Icones illustrationi plantarum Americanarum in Eclogis descriptarum inserrientes (1798)
- Enumeratio plantarum (2 volúm, 1805-1807).